# Delage V12 Labourdette
La Delage V12 Labourdette, prototype unique conçu en 1937, est un symbole de l'ingénierie automobile française. Conçue pour le Grand Prix de l'ACF à Montlhéry, cette voiture de course, à la carrosserie révolutionnaire, n'a jamais eu l'occasion de concourir. Un accident lors des essais a mis fin à sa carrière sportive et la voiture a disparu, probablement démantelée,,.

## Historique
En 1937, Louis Delage, désireux de remporter le Grand Prix de l'ACF, confie la conception de sa nouvelle voiture à deux ingénieurs : Albert Lory pour la mécanique et Jean Andreau pour l'aérodynamisme. Albert Lory, ancien élève des Arts et Métiers, conçoit un moteur V12 à 60° d'une puissance estimée entre 150 et 200 chevaux,. Jean Andreau, connu pour son travail sur la Peugeot 402, imagine une carrosserie profilée avec un aileron de requin et un soubassement caréné. La carrosserie est réalisée par Labourdette, qui l'équipe de son pare-brise panoramique "Vutotal".
Présentée au Salon de Paris en 1937, la Delage V12 Labourdette suscite l'admiration. Malheureusement, un accident pendant les essais du Grand Prix de l'ACF l'empêche de participer à la course. Réparée, elle est à nouveau exposée au Salon de Paris en 1938 sur le stand de Labourdette. Après cela, sa trace se perd.

## Caractéristiques techniques
La Delage V12 Labourdette se distingue par des caractéristiques techniques innovantes pour son époque :
- Moteur : V12 à 60° à arbre à cames central, conçu par Albert Lory, développant entre 150 et 200 chevaux[3].
- Transmission : Boîte de vitesses Cotal électromagnétique 35 mkg[5].
- Châssis : Probablement un châssis Delahaye de 2,95 mètres d'empattement, similaire à celui des 135 Longues[2].
- Carrosserie : Aérodynamique avec aileron de requin et soubassement caréné, réalisée par Labourdette et intégrant un pare-brise panoramique "Vutotal"[2].
- Poids : 1 575 kg[3].
- Vitesse maximale : Estimée à 200 km/h[3].

## Projet de rétroconception

### Présentation du projet
En 2019, l'association Les Amis de Delage, en partenariat avec l'École Nationale Supérieure d'Arts et Métiers (ENSAM), lance un projet de reconstruction de la Delage V12 Labourdette. Ce projet vise à faire revivre cette voiture en utilisant les technologies modernes d'éco-conception et d'éco-fabrication.

### Objectifs du projet
- Pédagogique: Former les étudiants de l'ENSAM aux techniques de rétroconception, conception et fabrication en utilisant des technologies modernes.
- Patrimonial: Reconstruire une voiture mythique du patrimoine automobile français.
- Industriel: Promouvoir les métiers de la conception et de la réalisation industrielle et mettre en valeur l'écosystème de l'industrie automobile française[7].

### Déroulement du projet
Le projet se déroule en plusieurs phases:
- Rétroconception (2019-2020): Les étudiants de l'ENSAM modélisent la carrosserie et le moteur en utilisant des photos d'époque, une miniature, un carnet de croquis du moteur, une maquette de soufflerie et des éléments mécaniques existants[7],[8].
- Conception (2020-2024): Finalisation de la conception du bloc moteur et de la structure bois.
- Réalisation (2025-2027): Fabrication des éléments de la voiture par des entreprises partenaires spécialisées.
- Assemblage et essais (2026-2028): Assemblage du moteur et mise au point sur banc d'essais, assemblage final et essais sur piste[6].

### Partenaires du projet
Le projet mobilise un large réseau de partenaires :
- Les Amis de Delage: Association à l'origine du projet.
- École Nationale Supérieure d'Arts et Métiers (plusieurs campus): Grande école d'ingénieurs chargée de la rétroconception et de la conception.
- Auto Classique Touraine:  Construction de la carrosserie.
- Touraine Radiateurs:  Fabrication du radiateur.
- Fonderie de la Varenne:  Production des éléments du moteur en fonte.
- Glasurit:  Fournisseur de la peinture.
- Groupe Bertrandt:  Assistance à l'assemblage et aux essais du moteur.
- Zeiss:  Fournisseur de solutions de mesure et de contrôle, notamment par tomographie[5].

### Objectif final
L'objectif est de faire rouler la Delage V12 reconstruite lors d'une reconstitution du Grand Prix de l'ACF de 1937 à Linas-Montlhéry entre 2026 et 2028.